# Цинглевич, Каспер
Каспер Цинглевич (пол. Kasper Cięglewicz; 1807, Городенка — 23 сентября 1886, Львов) — польский и украинский поэт-романтик и политический деятель в Галиции. Поляк украинского происхождения.
Принадлежал к тайному польскому обществу.
Автор стихов на украинском языке, в которых в 1830-х агитировал крестьян против барщины и австрийских властей, призывал к восстановлению независимой Польши.
В 1831 он попал в Варшаву и вступил в польскую армию, где воевал вместе с генералом Сэмюэлем Рожицким. После восстания он вернулся в Галицию.
Написал предназначенную для подпольщиков агитационную беседу «Инструкция для учителей русского народа». В ней содержались призывы к объединению усилий для совместной борьбы за свободу и восстановление государственной независимости Польши, в составе которой предполагались украинские и литовские земли.
За свою деятельность в декабре 1838 был арестован австрийскими властями в Деревлянах, был приговорен к 20 годам лишения свободы в самых строгой австрийской крепости Куфштайн в Тироле, где находился до амнистии 1848 в заключении. В этой тюрьме содержались многие политические заключенные, в том числе, американские. Каспер прославился своей неудачной попыткой бегства.
В 1848 году стал одним из организаторов Русского Собора. В этом же году участвовал в Славянском съезде в Праге как представитель Русского Собора.
Он умер 23 сентября 1886 года и был похоронен на Лычаковском кладбище во Львове в штаб-квартире ноябрьского восстания, известной как штаб-квартира «Железной компании».